# Onthophagus bourgognei
Onthophagus bourgognei är en skalbaggsart som beskrevs av Renaud Maurice Adrien Paulian 1945. Onthophagus bourgognei ingår i släktet Onthophagus och familjen bladhorningar. Inga underarter finns listade i Catalogue of Life.